# Джасса Сінґх Рамгархія
Джасса Сінґх Рамгархія (пенджаб. ਜੱਸਾ ਸਿੰਘ ਰਾਮਗੜ੍ਹੀਆ; 1723– 1803) — 1-й місальдар (очільник) місаля Рамгархія у 1748—1803 роках.

## Життєпис
Походив з роду Бгамбра народу пенджабських тарханів. Вже дід був  сикхом, служив при гуру Ґобінд Сінґхі. Батько — Джані Бгаґван Сінґх — супроводжував останнього гуру в Нандер, де той загинув. Потім долучився до війська Банда Сінґх Бахадура. Після  загибелі останнього 1716 року перейшов на службу до Абд аль-Самада, субадара Лахору.
Народився Джасса Сінґх 1723 року за різними відомостями в селі поблизу Лахору або Амрітсару. Спочатку звався Джасса Сінґх Тхока (Джасса Сінґх Тесля). Замолоду перебував на службі Закарія-хана, субадара Лахору. Після 1735 року перейшов до сикхів, приєднавши до джатха (військового загону) Нанд Сінґха. Разом з батько у 1739 році брав участь у нападах на перське військо Надир Шаха, що поверталося з індійського походу. В одній з сутичок батько Джасси Сінґха загинув.
1740 року приєднався до Амінбег-хана, фауджара Джаландхару, який став фактично незалежним. Останній надав йому посаду рісальдара. Але 1747 року повернувся на бік інших сикхських сардарів, коли фауджар наказав захопити сикхський форт Рам Рауні біля Амрітсару. 1748 року під час військової реформи отримав місаль. 1752 року відновив Рам Рауні, назвавши його Рамґарх (звідси його місаль став зватися Рамгархія). Невдовзі також звів сторожеву вежу Рамгархія Бунга біля храму Хармандир-Сахіб в Армітсарі.
В наступні роки відзначився у постійних війнах проти афганських намісників Пенджабу. 1764 року після загибелі місальдара Харі Сінґха очолив таруна-дал («військо молодих»). До початку 1770-х років захопив верхів'я доабів Барі (міжріччя Раві і Біасу) та доабів Джаландхар (міжріччя Біаса і Сатледжу). На піку своєї могутності територія місаля Рамгархії включала Баталу, Калднаур, Дінанагар, Шрі Харгобіндпур, Шахпур Канді, Гурдаспур, Кадіан, Гуман, Маттевал (в Барі-Доабі) та  Урмур Танда, Саріх, Міані (в Джаландхар-Доабі. Князівства Кангра, Нурпур, Манді та Чамба платили йому щорічну данину у розмірі 2 лакхів (200 тис. рупій).
1772 року вступив у конфлікт з джатедаром Джасса Сінґх Ахлувалієм. Останній уклав союз із мисалами Канхеєю та Сукерчакія. В свою чергу союзниками Рамгарії були брати Джханда Сінґх і Ганда Сінґх. 1774 року відбулася 10-денна битва при Дінанагарі, яка не виявила переможця.  1778 році Джасса Сінґх Рамгархія зазнав поразки й відступив до пустельного району в Хісарі. Вимушенбув перейти на службу Амар Сінґху, раджи Патіали (в Кашмірі). Але невдовзі знайшов скарб в колодязі вартістю 3-4 лакх (300—400 тис. рупій). Це дозволило відновити чисельність свого загону, поступово збільшивши його до 10 тис. вояків. Згодом вийшов до річки Джелам, ставши претендувати на Делі.
1783 року спільно з Джасса Сінґхом Ахлувалією і Баґхелом Сінґхом завдав поразки війську могольського падишаха Шах Алама II, внаслідок чого сикхи захопили Делі. Сам Рамгархія зайняв Червоний форт. Виступив проти пропозиції інших командирів, щоби Ахлувалія посів трон Великих Моголів. Зрештою на слонах перевіз його до храму Хармандир-Сахіб. На тепер зберігається в вежі Рамгархія Бунга.
В наступні декілька років зміцнив свою столицю Баталу. 1785 року в союзі з місальдаром Мага Сінґхом Сукерчакією та Сансар Чандом, раджою Кангри, виступив проти місальдара Джая Сінґха Канхеї, якому завдав  поразки. За цим разом із союзниками розділив захоплені землі. 1786 року витримав в Баталі облогу Джая Сінґха Канхеї. 1796 року в фортеці Міані витримав 4-місячну облогу війська Сада Каур, місальдара Канхеї.
Помер Джасса Сінґх Рамгархія 1803 року. Йому спадкував син Джодх Сінґх, який 1805 року добровільно підкорився маграаджи Ранджит Сінґху.